# دومووسنیتسه
دومووسنیتسه (به چکی: Domousnice) یک منطقهٔ مسکونی در جمهوری چک است که در ناحیه ملادا بولسلاو واقع شده‌است.